# Omphalitis
Als Omphalitis (Bauchnabelentzündung, Nabelentzündung) bezeichnet man eine Entzündung des Nabelstumpfs. Ist das den Nabel umgebende Gewebe betroffen, spricht man  Periomphalitis.

## Ursachen
Eine Omphalitis tritt zumeist während der ersten Lebenswochen bei Neugeborenen auf und ist traumatisch und infektiös bedingt. Risikofaktoren sind ein geringes Geburtsgewicht, vorangegangene Punktionen der Nabelschnur sowie ein vorzeitiger oder verspäteter Riss der Nabelschnur. Seltener kann eine Omphalitis auch durch ein Bauchnabelpiercing ausgelöst werden.
Bei Nabelinfektionen handelt es sich meist um bakterielle Mischinfektionen. Häufiger sind Staphylococcus aureus, A-Streptokokken, Escherichia coli, Klebsiella pneumoniae, Proteus mirabilis, aber auch Anaerobier wie Bacteroides fragilis und Clostridium perfringens beteiligt.

## Symptome
Typisch ist im Anfangsstadium ein eitriger Ausfluss aus dem Nabel sowie eine Rötung und Schwellung des umgebenden Gewebes.

## Komplikationen
Relativ häufig kommt es ohne Behandlung zu Komplikationen und lebensbedrohlichen Zuständen durch aufsteigende Infektionen. Peritonitis, Leberabszesse, Pfortaderthrombose, Endokarditis und Sepsis gehen mit Fieber und Abgeschlagenheit einher. Auch lokale Komplikationen wie Nekrosen der Bauchmuskeln, Abszesse der Nabelumgebung und Nekrotisierende Fasziitis haben eine recht hohe Mortalitätsrate.

## Behandlung
Zur Behandlung werden Antibiotika, selten chirurgische Maßnahmen eingesetzt.